# Antonina Wassiljewna Neschdanowa

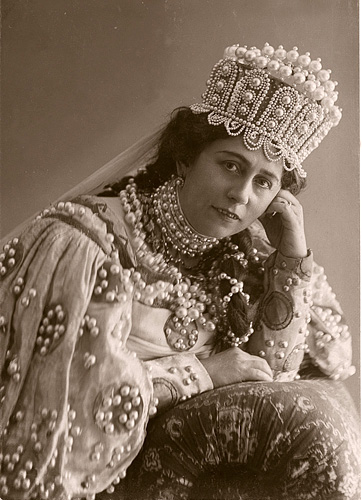
Antonina Neschdanowa als Ljudmila in Ruslan und Ljudmila, 1911

Antonina Wassiljewna Neschdanowa (russisch Антонина Васильевна Нежданова, englische Transkription Antonina Nezhdanova; * 4. Julijul. / 16. Juli 1873greg. in Kriwaja Balka bei Odessa, Russisches Kaiserreich; † 26. Juni 1950 in Moskau) war eine russische Opernsängerin (lyrischer Koloratursopran). Sie gilt als eine der bedeutendsten Vertreterinnen der russischen Gesangsschule.

## Leben
Nach einem Studium am Moskauer Konservatorium wurde sie 1902 Ensemblemitglied des Moskauer Bolschoi-Theaters. Auch in St. Petersburg, Kiew und Odessa war sie auf der Opernbühne zu erleben.
1912 sang sie bei ihrem einzigen Auslandsengagement in Paris an der Seite von Enrico Caruso und Titta Ruffo. Im gleichen Jahr widmete ihr Sergei Rachmaninow die Vocalise op. 34, Nr. 14, seine populärste Komposition für Solostimme und eine der bekanntesten Vokalisen überhaupt. 1936 begann sie Gesangsunterricht zu geben, 1943 wurde sie Professorin am Moskauer Konservatorium.
Antonina Neschdanowa war mit dem Dirigenten Nikolai Semjonowitsch Golowanow (1891–1953) verheiratet.

## Ehrungen
Nach Antonina Neschdanowa wurde 1950 das Konservatorium Odessa und 1991 der am 9. Oktober 1977 entdeckte Asteroid (4361) Nezhdanova benannt.
Auch ein Schiff der Marija-Jermolowa-Klasse wurde 1978 nach ihr benannt.